# Argyra discedens
Argyra discedens är en tvåvingeart som beskrevs av Becker 1907. Argyra discedens ingår i släktet Argyra och familjen styltflugor. Inga underarter finns listade i Catalogue of Life.